# Ayaka Hirahara
Ayaka Hirahara (平原綾香 Hirahara Ayaka?,  9 de mayo, 1984) es una cantante y saxofonista proveniente de Tokio, Japón.

## Biografía
Hirahara Ayaka nació en la ciudad de Tokio el 9 de mayo de 1984. Con un trasfondo musical importante en su familia, con su abuelo siendo trompetista y su padre saxofonista, desde pequeña recibió grandes influencias para dedicarse a las artes musicales. Comenzó a estudiar ballet a la edad de seis años, y a los 13 años comenzó a tocar el saxofón.
En diciembre del 2003 debutó en la industria con el lanzamiento de su primer sencillo, titulado "Jupiter", una adaptación a la pieza clásica "Jupiter,the bringer of Jollity" del musical The Planets del compositor inglés Gustav Holst. El tema se convirtió en un éxito, convirtiéndose en el tercer sencillo más vendido en Japón del año 2004 según las listas de Oricon, y logró permanecer en el Top 200 de éstas por más de un año, llegando a superar el millón de copias vendidas. En febrero de 2004 fue lanzado su primer álbum, ODDISEY, en el cual debutó como cantautora de algunas canciones. Este año también fue premiada con un Japan Record Award como Mejor Artista Nueva, y fue invitada a participar por primera vez en el Kohaku Uta Gassen, el programa de televisión japonés más importante de finales de año.
El 2005, a la vez que entraba a la universidad a estudiar música, Ayaka realizó su primera gira, donde se presentó en vivo por todo su país.　Todos los álbumes de Ayaka han debutado en el Top 10 de lo más vendido de Japón, y es una de las cantantes que goza con un gran prestigio en la industria nipona en la actualidad. En febrero del 2008 fue lanzado su primera compilación de grandes éxitos.

## Discografía

### Singles
1. Jupiter (17 de diciembre de 2003)
2. Ashita (明日?) (18 de febrero de 2004)
3. Kimi to Iru Jikan no Naka de (君といる時間の中で?) (26 de mayo de 2004)
4. Niji no Yokan (虹の予感?) (28 de julio de 2004)
5. BLESSING Shukufuku (BLESSING 祝福?) (6 de octubre de 2004)
6. Hello Again, JoJo (25 de noviembre de 2004)
7. Ashita (明日?) (Relanzamiento) (26 de enero de 2005)
8. Eternally (25 de mayo de 2005)
9. Banka (Hitori no Kisetsu) / Inochi no Namae (晩夏(ひとりの季節) / いのちの名前?) (28 de septiembre de 2005)
10. Chikai (誓い?) (18 de enero de 2006)
11. Voyagers/Kokoro (心?) (19 de julio de 2006)
12. CHRISTMAS LIST (15 de noviembre de 2006)
13. Ima, Kaze no Naka de (今、風の中で?) (28 de noviembre de 2007)
14. Hoshi Tsumugi no Uta (星つむぎの歌?) (23 de enero de 2008)
15. Kodoku na Mukou (孤独な向こう?) (16 de abril de 2008)
16. Sayonara Watashi no Natsu (さよなら 私の夏?) (16 de julio de 2008)
17. Nocturne/Campanula no Koi (ノクターン/カンパニュラの恋?) (12 de noviembre de 2008)
18. Akane (朱音 あかね?) (25 de febrero de 2009)
19. Shinsekai (新世界?) (27 de mayo de 2009)
20. Mio Amore (ミオ・アモーレ?) (16 de agosto de 2009)
21. Ave Maria! ~Schubert~ (Ave Maria！～シューベルト～?) (21 de octubre de 2009)

### Álbumes
1. ODYSSEY (18 de febrero de 2004)
2. The Voice (25 de noviembre de 2004)
3. From To (2 de noviembre de 2005)
4. Yottsu no L (4つのL Yotsu no Eru?) (22 de marzo de 2006)
5. Sora (そら?) (31 de enero de 2007)
6. Path of Independence (3 de diciembre de 2008)
7. my Classics! (2 de septiembre de 2009)

#### Compilaciones
1. Jupiter ~Hirahara Ayaka Best~ (Jupiter～平原綾香ベスト～?) (13 de febrero de 2008)

### DVD
- DREAMOVIES ayaka hirahara music video collection Vol. 1 (23 de febrero de 2005)
- LIVE TOUR 2006 “4つのL” at Nihon Budōkan (日本武道館?) (15 de noviembre de 2006)
- DREAMOVIES 2 ayaka hirahara music video collection Vol. 2 (31 de enero de 2007)
- Concert Tour 2007 "Sora" at Kokusai Forum (“そら” at 国際フォーラム?) (13 de febrero de 2008)
- Concert Tour 2009 PATH of INDEPENDENCE at JCB HALL (2 de septiembre de 2009)

## Trivia
- Entre sus fanes japoneses a Ayaka se le conoce como "Aa-ya" (あーや).
- Ayaka grabó junto a TM Revolution el tema “Twinkle Million Rendezvous”, que fue incluido en el álbum del cantante UNDER:COVER.
- Sus cantantes preferidos son Stevie Wonder, Kazumasa Oda, LeAnn Rimes, Christina Aguilera y Lisa Loeb.
- Sus saxofonistas preferidos son Eric Marienthal y Kirk Whalum.
- Sus escritores preferidos son Shinichi Hoshi, Norman Rockwell, Yumi Yoshimoto, Banana Yoshimoto, Hidetoshi Nataka.
- Sus películas favoritas son Forrest Gump y Monsters, Inc.
- Sus frases favoritas son "Arigatō" (Gracias) y "Hito wa mikake yoranu mono" (Una persona no depende de su apariencia).
- Su hermana Aika Hirahara también es cantante conocida bajo el nombre simplemente aika. Es tres años mayor que Ayaka.